# Łąki Zwiastowe
Łąki Zwiastowe – wieś w Polsce położona w województwie kujawsko-pomorskim, w powiecie włocławskim, w gminie Boniewo. W XVIII i XIX wieku nazywana czasem Łąki Małe.
W latach 1975–1998 miejscowość administracyjnie należała do województwa włocławskiego. Według Narodowego Spisu Powszechnego (III 2011 r.) liczyła 110 mieszkańców. Jest piętnastą co do wielkości miejscowością gminy Boniewo.